# 蒸氣殺人實驗
《蒸氣殺人實驗》（英語：The Steam Experiment）是一部2009年的獨立懸疑驚悚片，由菲利普·馬丁尼茲執導，方·基默、亞曼·艾桑提和埃里克·罗伯茨主演。

## 剧情
一个自称詹姆斯·佩蒂斯（方·基默饰）的疯狂男子找到《大急流城报》，要求该报刊登他对全球变暖状况下人类文明即将消亡的预测，并警告说他已将一组六人困在土耳其式蒸氣房中，以证明这种状况对人类的影响。当地警察曼西尼（亞曼·艾桑提饰）试图让佩蒂斯透露信息，以确认其威胁的真实性并解救人质，但在审讯过程中，他开始怀疑佩蒂斯的故事到底是一个妄想的骗局，还是说蒸氣殺人事件确实已经发生了。
当佩蒂斯向曼西尼描述蒸氣房的事态发展时，画面上出现了参加网上约会的三男三女在一家豪华酒店的蒸氣房见面，然后被关在一起。当他们发现自己被锁在里面时，他们的反应很糟糕：弗兰克（奎因·達菲饰）对杰茜（伊芙·茂若饰）进行了虐待，神经质的玛格丽特（科迪莉亞·雷諾茲饰）为保护她而将他杀害。杰茜从蒸氣房门上的小窗户探出头来往外看时，被一个看不见的人用射钉枪打死；克里斯托弗（派屈克·莫頓饰）把手放在窗户旁边时，外面的人用木板把窗户封上，他的手被钉子扎伤。玛格丽特变得焦躁不安，自杀了。格兰特（埃里克·罗伯茨饰）指责凯瑟琳（梅根·布朗饰）和克里斯托弗是幕后黑手的盟友，多次将她的头按在水下，之后被凯瑟琳用棍子打了。
曼西尼给佩蒂斯的心理医生打电话，终于带来了当地州立精神病院的工作人员。原来，佩蒂斯最近从那里逃出来，克里斯托弗和凯瑟琳是这家医院的工作人员，他们对佩蒂斯向新闻媒体和警察讲述这个故事感到不满。